# Witold Lewinson
Witold Lewinson – polski grafik żydowskiego pochodzenia. 

## Życiorys
Data urodzenia oraz okoliczności i data śmierci artysty nie są znane. Od 1932 roku był studentem warszawskiej Akademii Sztuk Pięknych
W czasie okupacji niemieckiej przebywał w getcie warszawskim. W podziemnym archiwum getta warszawskiego Emanuela Ringelbluma zachowały się jego 22 rysunki, po wojnie włączone do zbiorów Żydowskiego Instytutu Historycznego w Warszawie.

## Prezentacja rysunków
Zachowane prace Lewinsona prezentowane były na różnych wystawach. Rysunek Głód był prezentowany na wystawie Dziennik Getta - Rysunki. Z Podziemnego Archiwum Getta Warszawskiego w warszawskiej Kordegardzie, w dniach 22 lipca – 12 sierpnia 2012 r. Wystawa została otwarta w 70. rocznicę likwidacji warszawskiego getta, a promował ją plakat z reprodukcją „Głodu”. 
Jednocześnie dwa inne rysunki z archiwum getta warszawskiego: „Głodne dziecko” i „Choroba głodowa” prezentowane były na wystawie „Sztuka wszędzie. Akademia Sztuk Pięknych w Warszawie 1904–1944" w Zachęcie Narodowej Galerii Sztuki w Warszawie na wystawie w dniach 4 czerwca – 26 sierpnia 2012. Efektem wystawy była publikacja Sztuka Wszędzie. Akademia Sztuk Pięknych w Warszawie 1904-1944 (ASP, 2012; ISBN 978-83-61558-91-0) opublikowana również w języku angielskim.
W kolejnych latach rysunki Lewinsona były prezentowane również na wystawach czasowych w Żydowskim Instytucie Historycznym pt. Ocalałe w 2014 oraz Gdzie jesteś? Rdz 3,9 w 2020.